# بابز فارم، نیو ساوت ولز
بابز فارم (به انگلیسی: Bobs Farm) یک حومه شهر در استرالیا است که در نیو ساوت ولز واقع شده‌است.